# Chilades koshunensis
Chilades koshunensis är en fjärilsart som beskrevs av Matsumura 1929. Chilades koshunensis ingår i släktet Chilades och familjen juvelvingar. Inga underarter finns listade i Catalogue of Life.